# Anticlímax (película)
Anticlímax es una película mexicana de 1969 dirigida por el artista plástico Gelsen Gas con base en un guion de Luis Urías y con fotografía de Rafael Corkidi, la cual se ha convertido desde entonces en una película de culto.

## Sinopsis
Esta cinta (la cual posee unos pocos diálogos y una narración poco cohesiva) cuenta las peripecias cotidianas y amorosas de Donino, un joven burgués que trabaja como arquitecto y diseñador, mientras que se obsesiona con comida y música enlatadas, fotocopias que se hacen pasar como originales y un encuentro erótico entre un hombre, una mujer y un abrelatas gigantesco, al mismo tiempo que deambula por las calles de una Ciudad de México que aspira desesperadamente a la modernidad al ritmo de música electrónica, aunque al final descubrimos que todo lo anterior no era sino la misma película que está viendo Donino en un cine, la cual se titula “Anticlímax”.

## Elenco
- Mauricio Davison ... Donino
- Tina French ... Mujer de Donino
- El Avatar enmascarado
- Gabriela Goldsmith
- Adriana Pérez Romo ... Invitada en una fiesta
- Leopoldo Ayala
- Sergio Contreras ... Invitado en una fiesta
- Tamara Garina ... Invitada en una fiesta
- Sergio Guzik
- Antonio Zepeda
- Alejandro Jodorowsky